# Josep Micaló i Aliu
Josep Micaló i Aliu (Girona, 31 d'agost 1946 - 10 de febrer de 2025) fou un polític català, diputat al Parlament de Catalunya de la V a la VII legislatures.
Treballà com a delineant fins que es va dedicar a la política. De 1979 a 2003 fou alcalde de Riudellots de la Selva per les llistes de CiU i president del Consell Comarcal de la Selva de 1990 a 1995, delegat de transports a Girona, diputat al Parlament de Catalunya a les eleccions al Parlament de Catalunya de 1992, 1995, 1999 i 2003, on ha estat membre de la membre de la Comissió de Política Territorial (1993-2006) i de la Comissió per al Seguiment dels Jocs Olímpics de Barcelona (1993-1995), secretari de la Comissió d'Estudi sobre la Prevenció i l'Extinció d'Incendis Forestals i membre de la Comissió d'Estudi sobre la Problemàtica del Món Rural a Catalunya (1995-1999). També fou membre del Consell de l'Audiovisual de Catalunya (CAC) entre el 2006 i el 2012.